# Ites chaparensis
Ites chaparensis är en skalbaggsart som beskrevs av Friedrich F. Tippmann 1960. Ites chaparensis ingår i släktet Ites och familjen långhorningar. Inga underarter finns listade i Catalogue of Life.